# Jean Tissier
Jean Tissier (París, 1 de abril de 1896-Granville, Manche; 31 de marzo de 1973) fue un actor francés.

## Formación y estudios
Jean Tissier nació en el distrito 17 de París de una madre soltera, Jeanne Tissier. Será reconocido por Sébastienne Tissier en febrero de 1941 (a los 45 años) en el ayuntamiento del 17. Después de haber pasado su bachillerato a la edad de diecisiete años, Jean Tissier comenzó una carrera como periodista. Rápidamente atraído por el teatro, comenzó con la actriz Réjane. Tocará entre otros La Puce à l'oreille, Jean de la Lune, Nina o también L'Inconnue d'Arras.
Apareció por primera vez en el cine en 1927 en Napoléon de Abel Gance. En 1934, se casó con Louise Georgette Lalire y, con ella, filmó su primera película, el mismo año, dirigida por Jean de Limur. Vuelve a jugar en 1934 en El mundo donde se aburre Jean de Marguénat. A partir de ese momento, nunca dejará los sets de películas: durante su larga carrera, habrá rodado en más de 200 películas, acumulando una impresionante filmografía en la que obras maestras y nanards del cine, desde Clouzot hasta Émile Couzinet.
Grandes directores como Sacha Guitry, Henri-Georges Clouzot, Claude Autant-Lara, Roger Vadim, Christian-Jaque, Gilles Grangier, Andre Cayatte, Marcel Carné, Claude Chabrol, Jean Delannoy, Jean-Pierre Mocky y Emil-Edwin Reinert apelarán a él. Con su aire despreocupado, su mirada desconcertada y astuta, su expresión de arrastre, Jean Tissier se dedica a los personajes de cómic en la tradición del teatro boulevard.
Muy popular en la década de 1940, su personaje más famoso será el del ilusionista en L'assassin habite au 21 de Henri-Georges Clouzot en 1942. Como muchos actores de la época, trabajó mucho durante la Ocupación para el continental.
Fue convocado en septiembre de 1944 por la sección de Resistencia de su distrito del distrito 16 de París para explicarse: dada su intensa actividad como actor, todo este trabajo dejó poco tiempo para las actividades políticas con el enemigo. Un lugar distinto se pronunció rápidamente en octubre de 1944, pero el daño ya estaba hecho, y es especialmente con los prestigiosos autores y directores que Jean Tissier encontrará rencor, convirtiéndose solo más tarde en pequeños papeles para películas de media, o nabos.
Además, el público que frecuentaba los cines entre 1940 y 1944, vio en él el recuerdo de la ocupación, incluso si era muy querido y apreciado. Sin lugar a dudas, Jean Tissier estuvo presente en las películas estrenadas durante este período.

## El despreocupado que pasa...
A principios de la década de 1960, su éxito disminuyó y jugó, por lo tanto, solo en pequeños papeles, excepto en 1962, en Les Cailloux, Félicien Marceau.
En 1971, aparece por última vez en televisión en La Visite de la vieille dame. Ese mismo año, jugó en La Veuve Couderc de Pierre Granier-Deferre con Simone Signoret y Sex-shop de Claude Berri, que se lanzó en 1972.
Jean Tissier era viudo de Georgette Lalire, con quien había filmado algunas películas para las que había adoptado el seudónimo de Georgette Tissier. Es el tío del actor Alain Tissier  (1943-2001).

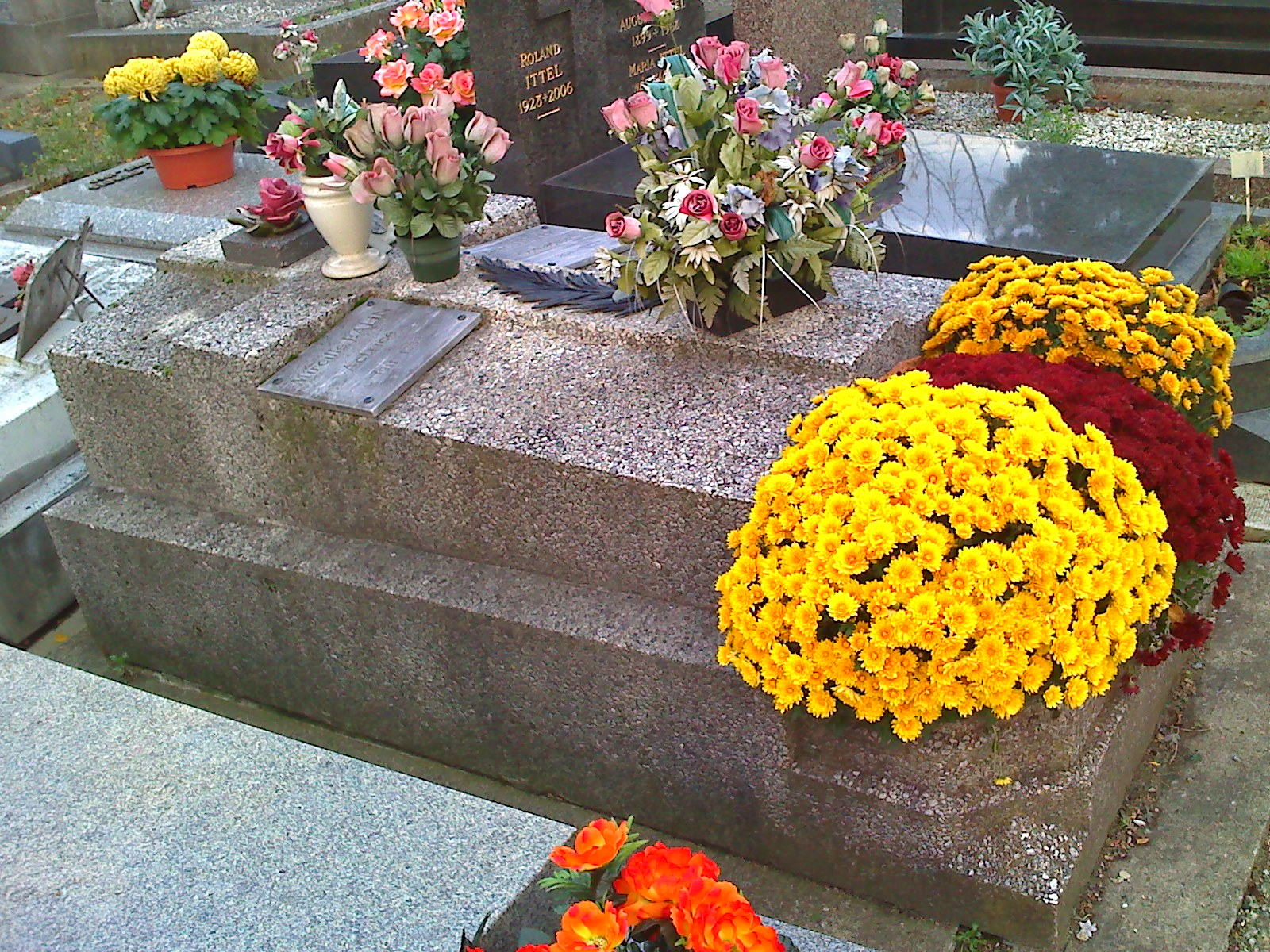
La tumba de Jean Tissier.

Escribió un libro muy divertido de recuerdos titulado Sans maquillage en 1945.

## Últimos años y muerte
A pesar de su impresionante filmografía, estaba destituido al final de su vida. Habiéndose convertido en hemipléjico, y en un estado de intensa depresión, será apoyado por la asociación La roue tourne, que encuentra un lugar en una casa de retiro en Granville desde noviembre de 1972.
A su muerte, la asociación se asegura de que tenga un entierro decente: está enterrado en el cementerio de Saint-Ouen junto a la actriz Mireille Balin, también muerta en la indigencia.
Excelente en los papeles de apoyo de los personajes ingenuos, torpes, tímidos, a veces inquietantes, se ganó el apodo de "paso indiferente". Actor de cine y teatro, también actúa en la radio: en 1955, en la RTF, desempeña el papel del mercader de ropa Mog Edwards en la adaptación histórica de Au bois lacté. La aparición de Mog en el minuto 8 es una de las piezas más valientes de este drama radiofónico.

## Filmografía completa

### Cine

#### Años 1920
- 1924 : Madame Sans-Gêne, de Léonce Perret - Une figuration
- 1927 : Napoléon, de Abel Gance - Un soldat
- 1929 : Intermède, cortometraje de Gaston Biard y René Guygrand

#### Años 1930
- 1930 : La Ronde des heures, de Alexander Esway
- 1931 : Le Séducteur ingénu, cortometraje (producción anónima)
- 1932 : Millionnaire, cortometraje de Jim Kay
- 1934 : Les Hommes de la côte, d'André Pellenc
- 1934 : Le Voyage imprévu, de Jean de Limur - M. Jacques de Trouville
- 1934 : Le Coup du parapluie, cortometraje de Victor de Fast
- 1935 : Haut comme trois pommes, de Pierre Ramelot - Le gendarme et un curé
- 1935 : La Mascotte, de Léon Mathot - Le docteur
- 1935 : Le Monde où l'on s'ennuie, de Jean de Marguenat - M. Bellac
- 1935 : Un oiseau rare, de Richard Pottier - M. Mascaret
- 1935 : Quelle drôle de gosse, de Léo Joannon - Un invité
- 1935 : Retour au paradis, de Serge de Poligny - Le poète
- 1935 : Veille d'armes, de Marcel L'Herbier
- 1935 : À la manière de..., cortometraje de Paul Laborde - Le directeur
- 1935 : Les Frères Brother, cortometraje de Pablo Labor
- 1935 : Les Parents terribles, court métrage de Robert Bibal
- 1935 : Soirée de gala, cortometraje de Victor de Fast
- 1936 : Mais n'te promène donc pas toute nue !, cortometraje de Léo Joannon - Victor
- 1936 : Enfants de Paris o Jeunes filles devant l'amour, de Gaston Roudès
- 1936 : Les Gaietés de la finance, de Jack Forrester - à confirmer
- 1936 : Les Gaietés du palace, de Walter Kapps - Le maharadjah de Paripatan
- 1936 : La Garçonne, de Jean de Limur - M. des Souzaies
- 1936 : Le Grand Refrain, de Yves Mirande - Le metteur en scène
- 1936 : Une gueule en or, de Pierre Colombier - Le chirurgien
- 1936 : Les Jumeaux de Brighton, de Claude Heymann - M. Roberder
- 1936 : Messieurs les ronds-de-cuir, de Yves Mirande - M. Nègre, le directeur
- 1936 : Nitchevo, de Jacques de Baroncelli - M. Ducourjour, l'inventeur
- 1936 : Blanchette de Pierre Caron - M. Max
- 1937 : L'Affaire du courrier de Lyon, de Maurice Lehmann et Claude Autant-Lara - M. Couriol
- 1937 : L'Ange du foyer, de Léon Mathot - Maître Charlotte
- 1937 : Boulot aviateur ou Fripons, voleurs et compagnie, de Maurice de Canonge - M. Squale
- 1937 : Le Chanteur de minuit, de Léo Joannon - Le directeur
- 1937 : Le Club des aristocrates, de Pierre Colombier - Le secrétaire du club
- 1937 : Une femme sans importance, de Jean Choux - Lord Hustanton
- 1937 : Le Puritain, de Jeff Musso - Un client du bouge
- 1937 : Sarati, le terrible, de André Hugon - Beppo
- 1937 : Ne tuez pas Dolly, cortometraje de Jean Delannoy
- 1937 : Le Fantôme, cortometraje de Pierre Schwab
- 1937 : Monsieur est saisi, cortometraje de René Sti
- 1938 : Alerte en Méditerranée, de Léo Joannon - Le journaliste
- 1938 : L'Ange que j'ai vendu, de Michel Bernheim - M. André de Belvoir
- 1938 : Carrefour o L'Homme de la nuit, de Curtis Bernhardt - L'employé de l'agence
- 1938 : Les Deux Combinards, de Jacques Houssin
- 1938 : Les Femmes collantes, de Pierre Caron - M. Claude Patrice
- 1938 : Hercule ou L'Incorruptible, de Alexander Esway - Un des frères Riquel
- 1938 : Je chante, de Christian Stengel - L'éditeur
- 1938 : J'étais une aventurière, de Raymond Bernard - Paulo
- 1938 : Le Monsieur de cinq heures de Pierre Caron - M. Savinien
- 1938 : Le Petit Chose, de Maurice Cloche - M. Viot
- 1939 : Cas de conscience o Le Créancier, de Walter Kapps - Paul
- 1939 : Quartier Latin, de Pierre Colombier y Christian Chamborant - Dominique
- 1939 : Tourbillon de Paris, de Henri Diamant-Berger - M. Jean Rozalès

#### Años 1940
- 1940 : Battement de cœur, de Henri Decoin - Roland Medeville
- 1940 : Le Grand Élan, de Christian-Jaque - Le président de la ligue
- 1940 : L'Homme qui cherche la vérité, de Alexander Esway - Le cinéaste
- 1940 : Volpone, J. Tissier apparaît J. Tissier aparece en la versión inicial de esta película iniciada por Jacques de Baroncelli
- 1941 : L'Acrobate, de Jean Boyer - M. Briquet
- 1941 : Ce n'est pas moi, de Jacques de Baroncelli - M. Bardac et M. Cambo
- 1941 : Chèque au porteur, de Jean Boyer - Alaric Pamoison
- 1941 : Le Dernier des six, de Georges Lacombe - M. Tignol
- 1941 : Premier rendez-vous de Henri Decoin - Roland
- 1941 : Romance de Paris, de Jean Boyer - Jules
- 1941 : Dernier Refuge (film resté inachevé) de Jacques Constant
- 1941 : Nous les gosses, de Louis Daquin, à confirmer
- 1941 : L'Enfer des anges, de Christian-Jaque - Max
- 1941 : Nuit de décembre de Kurt Bernhardt - Camille
- 1942 : L'Âge d'or, de Jean de Limur - M. Luberay
- 1942 : L'Amant de Bornéo, de Jean-Paul Feydeau, René Le Hénaff - Lucien Mazerand
- 1942 : L'assassin habite au 21, de Henri-Georges Clouzot - Le professeur Lallah-Poor, le fakir
- 1942 : À vos ordres, Madame, de Jean Boyer - Hector Dupuis
- 1942 : La femme que j'ai le plus aimée, de Robert Vernay - Le directeur
- 1942 : Les Inconnus dans la maison, de Henri Decoin - M. Ducup
- 1942 : L'Irrésistible Rebelle o Une idée à l'eau, de Jean-Paul Dreyfus (Jean-Paul Le Chanois) - Un scénariste
- 1942 : Le Lit à colonnes, de Roland Tual - Jacquot
- 1942 : La Maison des sept jeunes filles, de Albert Valentin - M. Rorive
- 1943 : Adrien, de Fernandel - M. Mouillette
- 1943 : Au bonheur des dames, de André Cayatte - M. Bourdoncle
- 1943 : Lucrèce, de Léo Joannon - M. Barbazanges
- 1943 : Mon amour est près de toi, de Richard Pottier - M. Regain
- 1943 : Picpus, de Richard Pottier - M. Mascouvin
- 1943 : Vingt-cinq ans de bonheur, de René Jayet - Gabriel Castille
- 1944 : La Collection Ménard, de Bernard-Roland - L'employé de l'état civil
- 1944 : Coup de tête, de René Le Hénaff - M. Beaufland
- 1944 : Le Merle blanc, de Jacques Houssin - Achille Leroy
- 1945 : Le Cavalier noir, de Gilles Grangier - M. Le Hardi
- 1945 : L'Extravagante Mission ou Milliardaire, de Henri Calef - Le médecin
- 1945 : Fausse alerte, de Jacques de Baroncelli, tourné en 1940 - M. Grégoire
- 1945 : L'Invité de la onzième heure, de Maurice Cloche - Christophe Berri
- 1945 : Le Roi des resquilleurs, de Jean-Devaivre - M. Sycleton
- 1945 : Vingt-quatre heures de perm', de Maurice Cloche, estrenada en 1940 - Jocelyn
- 1945 : Une femme coupée en morceaux, de Yvan Noé
- 1945 : Christine se marie, de René Le Hénaff
- 1946 : Le Capitan de Robert Vernay - Cogolin
  - primera parte : Flamberge au vent
  - segunda parte : Le Chevalier du roi
- 1946 : L'Ennemi sans visage, de Maurice Cammage, Robert-Paul Dagan - Tiburce Artus
- 1946 : Faut ce qu'il faut o Monsieur Bibi, de René Pujol - tourné en 1940 -
- 1946 : Leçon de conduite, de Gilles Grangier - Frédo
- 1946 : Lunegarde, de Marc Allégret - Bob Asselin
- 1946 : On demande un ménage, de Maurice Cam - Octave Le Goulven
- 1946 : Roger la Honte, de André Cayatte - Le baron de Cé
- 1946 : La Revanche de Roger la Honte, de André Cayatte - Le baron de Cé
- 1946 : Son dernier rôle, de Jean Gourguet - L'hôtelier
- 1947 : Les Aventures de Casanova, segunda época Les Mirages de l'enfer, de Jean Boyer - M. Van Hope
- 1947 : L'Homme traqué, de Robert Bibal - M. Fouasse
- 1947 : La Kermesse rouge, de Paul Mesnier - René de Montbriant
- 1947 : Rendez-vous à Paris, de Gilles Grangier - M. Ménil
- 1947 : Gonzague, cortometraje de René Delacroix
- 1947 : Allo j'écoute : Fantaisie sur le téléphone, cortometraje rodado en 1942 de René Lucot - Un auteur de la musique
- 1947 : Monsieur Badin, cortometraje de Georges Régnier - M. Badin
- 1947 : Ouin-Ouin fait fortune, cortometraje d'André-Jean Salesse-Lavergne
- 1948 : Les Casse-Pieds o Parade du temps perdu, de Jean Dréville - J.Tissier y joue son propre rôle
- 1948 : La Dame d'onze heures, de Jean-Devaivre - Guillaume
- 1948 : Le Diamant de cent sous, de Jacques Daniel-Norman - Le président
- 1948 : Métier de fous, de André Hunebelle - Raymond
- 1948 : Si jeunesse savait, de André Cerf - Gégène
- 1948 : Toute la famille était là, de Jean de Marguenat - M. Dudru
- 1948 : Une mort sans importance, de Yvan Noé - M. Duvenay
- 1948 : Cité de l'espérance, de Jean Stelli - Stanislas
- 1948 : La Fleur de l'âge, (Película sin terminar) de Marcel Carné
- 1949 : Ces dames aux chapeaux verts, de Fernand Rivers - M. Émile Dutoit
- 1949 : La Femme nue, de  André Berthomieu - M. Roussel
- 1949 : Gigi, de Jacqueline Audry - Honoré
- 1949 : La Ronde des heures, de Alexandre Ryder - M. Mirsol
- 1949 : La Veuve et l'Innocent, de André Cerf - M. Lepautre
- 1949 : Fandango, de Emil-Edwin Reinert - M. Fleur
- 1949 : Un garçon-garçon, cortometraje de Georges Meunier - Jérôme
- 1949 : L'Homme explosif, cortometraje de Marcel Paulis - M. Foufurieux
- 1949 : Véronique, de Robert Vernay

#### Años 1950
- 1950 : Sans tambour ni trompette, de Roger Blanc
- 1950 : Le Furet ou Crimes à vendre, de Raymond Leboursier - M. de Thomaz
- 1950 : Rome Express, de Christian Stengel - Giovanni
- 1950 : Minne, l'ingénue libertine, de Jacqueline Audry - M. Maugis
- 1950 : La Porteuse de pain (Portatrice di pane), de Maurice Cloche - Ovide Soliveau
- 1950 : Le Roi du bla bla bla, de Maurice Labro - M. Lafare, le banquier marron
- 1950 : Le Tampon du capiston, de Maurice Labro - Le commandant Fourcadet
- 1950 : Tête blonde, de Maurice Cam - Le prisonnier
- 1950 : Vendetta en Camargue o Miss Cow-Boy, de Jean-Devaivre - M. Hurchart
- 1950 : La Voyageuse inattendue, de Jean Stelli - Jacques
- 1950 : Sa Majesté monsieur Dupont (Prima communione), d'Alessandro Blasetti - L'occupant du taxi
- 1951 : Cœur-sur-Mer de Jacques Daniel-Norman - M. Palamède, philosophe gastronome
- 1951 : Les Petites Cardinal, de Gilles Grangier - Le marquis de Cavalcanti
- 1951 : Descendez on vous demande, de Jean Laviron - M. Léonard de Vignolle
- 1951 : Et ta sœur de Henri Lepage - M. Léonard Chancel et Yvonne sait tout
- 1951 : Les Maîtres nageurs, de Henri Lepage - M. Pascal Demaison
- 1951 : Quai de Grenelle, de Emil-Edwin Reinert - M. Vance
- 1951 : Messaline (Messalina), de Carmine Gallone - M. Mnester
- 1951 : Georges Vallerey, champion de natation, cortometraje de Jean-Claude Huisman
- 1952 : Cet âge est sans pitié, de Marcel Blistène - M. Bigarreau, l'assistant
- 1952 : Ce coquin d'Anatole, d'Émile Couzinet - Lucien, l'amant d'Hélène
- 1952 : Douze heures de bonheur o Jupiter, de Gilles Grangier - M. Benjamin Cornet, le pharmacien
- 1952 : Rendez-vous à Grenade, de Richard Pottier - M. Maxime Sanital
- 1952 : Trois Vieilles Filles en folie, de Émile Couzinet - Le marquis de Taupignac
- 1952 : Un jour avec vous o Entrez sans frapper, de Jean-René Legrand - M. Geoffroy de Marsan
- 1952 : Pour vous mesdames, cortometraje de Jacques Garcia - Le conférencier
- 1952 : Cœur-sur-Mer, de André Roy
- 1953 : Alerte au Sud, de Jean-Devaivre - M. Guillaume Provence
- 1953 : La Belle de Cadix, de Raymond Bernard - M. Auguste Legrand
- 1953 : Un caprice de Caroline chérie, de Jean-Devaivre - Le trésorier payeur
- 1953 : Le Petit Jacques, de Robert Bibal - Maître Dubois, le juge d'instruction
- 1953 : Quand te tues-tu ?, de Émile Couzinet - Le vicomte Xavier de Venoux
- 1953 : Quitte ou double, de Robert Vernay - M. Joly
- 1953 : Tourbillon, de Alfred Rode - M. Jean Fénestrel, le réalisateur
- 1953 : La Famille Cucuroux o Une femme dans un lit, d'Émile Couzinet - M. Cucuroux
- 1953 : Le Gang des pianos à bretelles o Hold-up en musique o Gangsters en jupons, de Gilles A. de Turenne - Léopold dit : Al-Pat, le gangster
- 1953 : L'Île aux femmes nues, de Henri Lepage - M. Martijol
- 1953 : Mon gosse de père de Léon Mathot - M. Stanley Percheron
- 1954 : Crime au concert Mayol, de Jean Loubignac et Pierre Méré - M. Grumeau
- 1954 : Ma petite folie, de Maurice Labro - Pompon, le mari
- 1954 : Adam est Eve, de René Gaveau - M. Lapopie
- 1954 : C'est... la vie parisienne, de Alfred Rode - M. Weston
- 1954 : Papa, maman, la bonne et moi, de Jean-Paul Le Chanois - Maître Petitot, un avocat
- 1954 : La rafle est pour ce soir, de Maurice Dekobra - Le baron Thierry de Mornoy
- 1954 : Si Versailles m'était conté..., de Sacha Guitry - Un gardien de musée
- 1954 : Le Vicomte de Bragelonne (Il Visconte di Bragelonne), de Fernando Cerchio - Planchet
- 1954 : Fête de quartier o Bistrot du coin (Is kermis bij ons), de Paul Flon (en Bélgica) - Un industriel
- 1955 : La Môme Pigalle, de Alfred Rode - M. Albert
- 1955 : Boulevard du crime de René Gaveau - M. Étienne Bienvenu dit : "vieux copain"
- 1955 : On déménage le colonel, de Maurice Labro - Le brigadier
- 1955 : Pas de pitié pour les caves o Les Requins des bas-fonds, de Henri Lepage - Victor
- 1955 : Pas de souris dans le bizness, de Henri Lepage
- 1955 : La Rue des bouches peintes, de Robert Vernay - Jules, le patron de "Chez Marianne"
- 1956 : Coup dur chez les mous, de Jean Loubignac - L'inspecteur de la P.J.
- 1956 : Et Dieu... créa la femme, de Roger Vadim - M. Vigier-Lefranc
- 1956 : Mon curé chez les pauvres, de Henri Diamant-Berger - M. Edgar de Saint-Preu
- 1956 : Alerte au deuxième bureau, de Jean Stelli - M. Edgard Clément, le photographe
- 1956 : Alerte aux Canaries, de André Roy - M. Soubignon
- 1956 : Baratin, de Jean Stelli - L'huissier
- 1956 : Ces sacrées vacances, de Robert Vernay - Le garagiste
- 1956 : Notre dame de Paris, de Jean Delannoy - Le roi Louis XI
- 1956 : Papa, maman, ma femme et moi, de Jean-Paul Le Chanois - Maître Petitot, avocat
- 1956 : Si Paris nous était conté, de Sacha Guitry - Un gardien du musée Carnavalet
- 1956 : Devant la porte, cortometraje,
- 1957 : L'inspecteur aime la bagarre, de Jean-Devaivre - Lules, le valet de chambre
- 1957 : L'amour descend du ciel, de Maurice Cam - L'oncle de Julien
- 1957 : À pied, à cheval et en voiture, de Maurice Delbez - Le vendeur automobile au salon
- 1957 : L'Aventurière des Champs-Élysées, de Roger Blanc - M. Derkell, l'antiquaire coupable
- 1957 : La Blonde des tropiques, de André Roy - Le commissaire Lebrun
- 1957 : C'est arrivé à 36 chandelles, de Henri Diamant-Berger - J. Tissier fait une participation dans ce film
- 1957 : Le Colonel est de la revue, de Maurice Labro - Victor, le majordome
- 1957 : Pas de grisbi pour Ricardo, de Henri Lepage - M. Legorget
- 1957 : Une nuit au Moulin Rouge, de Jean-Claude Roy
- 1957 : Printemps à Paris, de Jean-Claude Roy
- 1957 : Vacances explosives, de Christian Stengel - Charlot, le barman
- 1958 : Et ta sœur, de Maurice Delbez - Le directeur de la prison
- 1958 : Les Gaietés de l'escadrille, de Georges Péclet - Le dentiste
- 1958 : Madame et son auto, de Robert Vernay - L'examinateur
- 1958 : Maigret tend un piège, de Jean Delannoy - Un journaliste de "Paris Presse"
- 1958 : Miss Pigalle, de Maurice Cam - L'ambassadeur de Catharie
- 1958 : Police judiciaire, de Maurice de Canonge - Bob
- 1958 : La Vie à deux, de Clément Duhour - M. Arthur Vattier
- 1959 : Énigme aux Folies-Bergère, de Jean Mitry - Le régisseur
- 1959 : Bobosse, de Étienne Périer - L'oncle Emile et Mr Mazurier
- 1959 : Brigade des mœurs, de Maurice Boutel - Clovis, le rabatteur
- 1959 : Soupe au lait, de Pierre Chevalier - L'avocat
- 1959 : Vous n'avez rien à déclarer ?, de Clément Duhour - Le commissaire
- 1959 : Visa pour l'enfer, de Alfred Rode - L'épicier
- 1959 : Le Turfiste, cortometraje estrenado en Bélgica de Roger Van Pottelsberghe

#### Años 1960
- 1960 : Mademoiselle Ange (Engel auf erden ein), de Géza von Radványi - Le présentateur
- 1960 : Marie des Isles, de Georges Combret - Le père Hampteau, le père de Marie
- 1960 : Monsieur Suzuki, de Robert Vernay - Ulrich
- 1960 : Candide ou l'optimisme du XXe siècle, de Norbert Carbonnaux - Le docteur Jacques
- 1961 : Les Godelureaux, de Claude Chabrol - Le président
- 1961 : Vive Henri IV, vive l'amour, de Claude Autant-Lara - Le médecin espagnol
- 1961 : La Bride sur le cou, de Roger Vadim - Le concierge
- 1961 : Alibi pour un meurtre ou Chaque minute compte, de Robert Bibal - Le patron du café
- 1961 : Les croulants se portent bien, de Jean Boyer - Armand
- 1962 : Dossier 1413, de Alfred Rode - Le "Duc", un fou qui déclame des vers
- 1962 : Snobs !, de Jean-Pierre Mocky - M. Chauvin
- 1962 : Un chien dans un jeu de quilles, de Fabien Collin - Le grand-père
- 1962 : La Fille du torrent, de Hans Herwig - L'hôtelier
- 1963 : Les Bricoleurs, de Jean Girault
- 1963 : Seul... à corps perdu, de Jean Maley - Le jardinier
- 1963 : Règlements de comptes, de Pierre Chevalier - Un antiquaire
- 1963 : Clémentine chérie, de Pierre Chevalier - M. Versigny, de l'auto-école
- 1963 : Le Bon Roi Dagobert, de Pierre Chevalier - Le grand connétable
- 1963 : Les Cavaliers rouges (Old shatter hand), de Hugo Frégonèse "à confirmer"
- 1963 : Strip-tease, de Jacques Poitrenaud - Le peintre
- 1963 : Les Vierges, de Jean-Pierre Mocky - Le conférencier horticole
- 1963 : Un drôle de paroissien, de Jean-Pierre Mocky - L'inspecteur Bridoux
- 1963 : La Guerre des capsules, cortometraje de Pierre Simon
- 1964 : L'assassin viendra ce soir, de Jean Maley - Le jardinier
- 1964 : Requiem pour un caïd, de Maurice Cloche - Le père La Coquille
- 1964 : La Bonne Soupe, de Robert Thomas - Le barman
- 1964 : Le Sexe des anges (Le voci bianche), de Massimo Franciosa y Pasquale Festa Campanile - Savello
- 1964 : Les Motorisées (Le motorizzate), de Marino Girolami
- 1964 : L'Étrange Auto-stoppeuse, film inédit de Jean Darcy et Raoul André
- 1964 : Les Mordus de Paris, de Pierre Arnaud
- 1965 : L'Or du duc, de Jacques Baratier - Le bon Pleko
- 1968 : Les Baratineurs Le pas de trois, de Francis Rigaud alias : Alain Bornet - Le duc
- 1966 : Le Jardinier d'Argenteuil, de Jean-Paul Le Chanois - Albert, le brocanteur
- 1966 : Massacre pour une orgie, de Jean-Pierre Bastid
- 1967 : Les Compagnons de la marguerite, de Jean-Pierre Mocky - M. Galoupet, le concierge
- 1967 : Deux billets pour Mexico, de Christian-Jaque - Adelgate
- 1968 : La Grande Lessive (!), de Jean-Pierre Mocky - Benjamin
- 1968 : Le Doux Dada du duc o "Le pas de trois", filme inédito de Alain Bornet - Le duc

#### Años 1970
- 1971 : La Veuve Couderc, de Pierre Granier-Deferre - Henri
- 1972 : Sex-shop, de Claude Berri - M. de La Grange

### Televisión
- 1962 : L'inspecteur Leclerc enquête - episodio Les Jumelles de Yannick Andreï (feuilleton)  - Le directeur
- 1965 : Ce fou de Platonov, de François Gir
- 1964 : Le Théâtre de la jeunesse : David Copperfield de Marcel Cravenne
- 1965 : Le Bonheur conjugal, mostrar en 13 episodios de 26 min, de Jacqueline Audry
- 1965 : Les Jeunes Années, mostrar en 26 episodios de 15 min, de Joseph Drimal
- 1965 : Les Saintes Chéries - episodio Ève et la maison de campagne de Maurice Delbez - L'agent immobilier
- 1965 : Le Chat, la Belette et le Petit Lapin, episodio : Les fables de La Fontaine
- 1965 : Les Comédiens, mostrar en 26 episodios de 13 min, de Joseph Drimal - Paris
- 1966 : Allô Police - episodio L'Affaire Cortedani de Pierre Goutas
- 1966 : Rouletabille chez le tsar, de Jean-Claude Lagneau - Le directeur du journal
- 1966 : Le Parfum de la dame en noir, de Yves Boisset) - Le rédacteur en chef
- 1967 : La Mort de Phèdre, épisode du feuilleton Malican père et fils, de Yannick Andreï
- 1967 : Le Point d'honneur, episodio de feuilleton Max le débonnaire, de Jacques Deray
- 1967 : Saturnin Belloir, mostrar en 13 episodios de 25 min, de Jacques-Gérard Cornu - Roméro
- 1968 : Vive la vie, segunda serie de la serie en 50 episodios de 13 min, de Joseph Drimal
- 1969 : Que ferait donc Faber ?, mostrar en 8 episodios de 55 min de Dolorès Grassian
- 1970 : Vive la vie, tercera serie de la serie en 29 episodios de 13 horas, de Joseph Drimal
- 1971 : La Visite de la vieille dame, de Alberto Cavalcanti - Koby

## Teatro
- 1941 : L'Amant de Bornéo de Roger Ferdinand y José Germain, théâtre Daunou
- 1946 : Ce soir je suis garçon ! de Yves Mirande y André Mouëzy-Éon, mise en scène Jacques Baumer, théâtre Antoine
- 1949 : L'Amant de Bornéo de Roger Ferdinand y José Germain, théâtre Daunou
- 1959 : Hamlet de William Shakespeare, misma en escena Jean Darnel, arènes de Saintes
- 1960 : La Voleuse de Londres de Georges Neveux, misma en escena Raymond Gérôme, théâtre du Gymnase
- 1962 : Les Cailloux de Félicien Marceau, misma en escena André Barsacq, théâtre de l'Atelier
- 1963 : Caroline a disparu d'André Haguet y Jean Valmy, misma en escena Jacques-Henri Duval, théâtre des Capucines
- 1964 : Le Corsaire de Marcel Achard, misma en escena Henri Lazarini
- 1966 : Ta femme nous trompe de Alexandre Breffort, misma en escena Michel Vocoret, théâtre des Capucines
- 1969 : La Poulette aux œufs d'or de Robert Thomas, misma en escena del autor, théâtre des Capucines
- Madame Sans-Gêne
- La Femme nue
- L'Inconnue d'Arras
- Désiré
- La Puce à l'oreille
- Jean de la Lune
- Nina

Estaba en el teatro un extraordinario Polonius en Hamlet conducido por Jean Darnel a la arena galo-romana de Saintes en 1959.

## Publicación
- Sans maquillage : souvenirs et confidences, Paris, Flammarion, 1945.